# Yıldo
Yıldo (* 18. Oktober 1945 in Ereğli; bürgerlich: Ahmet Yıldırım Benayyat) ist ein türkischer ehemaliger Fußball- und Volleyballspieler. Nach seiner Karriere als Sportler arbeitete er als Fernsehmoderator und Schauspieler.

## Sportliche Karriere
Yıldo machte 1962 das erste Mal auf sich aufmerksam. Bei der türkischen Leichtathletik-Meisterschaft stellte er im 400-Meter-Hürdenlauf einen neuen Rekord auf. Im Jahr 1965 wechselte Yıldo zum türkischen Fußballverein Boluspor. Nach zwei Jahren für Boluspor ging er zu Şekerspor und danach zu Galatasaray Istanbul und wurde Volleyballspieler. Während seiner Zeit bei Galatasaray gab ihm sein Mannschaftskollege Yavuz Işılay den Spitznamen Yıldo. Vor der Saison 1971/72 wechselte er zurück zum Fußball und wurde am Ende der Spielzeit mit Galatasaray türkischer Meister. Nach dieser Spielzeit wechselte er zu İstanbulspor. Es folgten Engagements bei Sarıyer SK, Şekerspor und Gaziantepspor.

### Erfolg
Galatasaray Istanbul
- Türkischer Meister: 1972

## Fernsehkarriere
1993 moderierte Yıldo die Sendung Süper Turnike auf Star TV. Des Weiteren war er Moderator von Late-Night-Shows auf Star und Kral TV. Später spielte bei verschiedenen Serien kleinere Rollen und nahm 2007 an der türkischen Version von Dancing on Ice teil.